# Ambitus
Ambitus (literalment 'donar voltes entorn', 'anar al voltant') era un delicte practicat a l'antiga Roma que consistia en els suborns per obtenir càrrecs públics. Periòdicament es van dictar lleis per impedir la pràctica d'aquest delicte, lleis anomenades lex ambitus o de ambitu que cada vegada eren més severes; però les multes primer i després la prohibició d'exercir el càrrec per una sèrie d'anys (d'un mínim de 10 anys fins per sempre) no van tenir cap efecte. Finalment es van crear tribunals especials.
Era un delicte romà vinculat als comicis. El candidat o candidatus, perquè anava vestit amb una toga de color blanquinós, s'anomenava petitor (peticionari, aspirant) i l'oponent competitor (competidor, rival), i els dos buscaven ser elegits o que l'altra no ho fos, i per això era corrent donar suborns als que participaven en els comicis. El candidat anava acompanyat dels seus amics (deductors o escortes) i d'altres ciutadans (sectatores, 'seguidors') que mostraven així el seu suport. El candidat anava acompanyat d'un nomenclator, que li deia els noms de les persones amb qui es trobava.
L'ambitus estava dividit en tres classes:
- largitiones (suborn)
- liberalitas (regals)
- benignitas (promeses)

Només el primer era il·legal
La llei més antiga coneguda va ser la Pinaria de ambitu, establerta l'any 432 aC. La Lex Paetelia de ambitu de l'any 358 aC va prohibir la presència dels candidats a determinats llocs com ara els mercats per disminuir els suborns; la lex Cornelia Baebia de ambitu de l'any 181 aC establa penes pels culpables (incapacitació d'exercir càrrec públics per deu anys); la Lex Acilia Calpurnia de l'any 67 aC intentava limitar els tractes entre candidats i electors i establia les sancions que arribaven fins a l'exclusió perpètua; la Lex Tullia de ambitu (63 aC) va afegir penes a la lex Acilia Calpurnia (deu anys d'exili); la lex Licinia de sodalitiis del 55 aC establí el delicte de sodalitiis que prohibia la utilització d'agents o sequaços (sodales) per assegurar els vots d'algunes tribus mitjançant la seva divisió en petits grups. La Lex pompeia de ambitu de l'any 52 aC escurçava els procediments de sanció i agreujava les penes. Algunes de les lleis dictades prohibien finançar espectacles públics des de dos anys abans de presentar-se a candidat.
La lex Julia de ambitu de l'any 18 aC establia penes de 5 anys d'exclusió pels culpables el que rebaixava considerablement els càstigs. Posteriorment l'elecció popular va desaparèixer i a l'Imperi, amb noves formes d'arribar als càrrecs, el delicte va desaparèixer totalment. En temps de Tiberi, encara era el senat l'encarregat de nomenar els càrrecs, però després va ser potestat única dels emperadors. Herenni Modestí, un jurista del segle iii diu encara sobre la llei Julia de ambitu, que el nomenament de magistrats era cosa del poder suprem, però que si algú dun municipi volia sol·licitar un sacerdoci o una magistratura, s'invocava aquesta llei i es dictava un senatusconsultum, i era castigat amb la infàmia i amb una multa de 100 aureus.